# Josef Haszpra

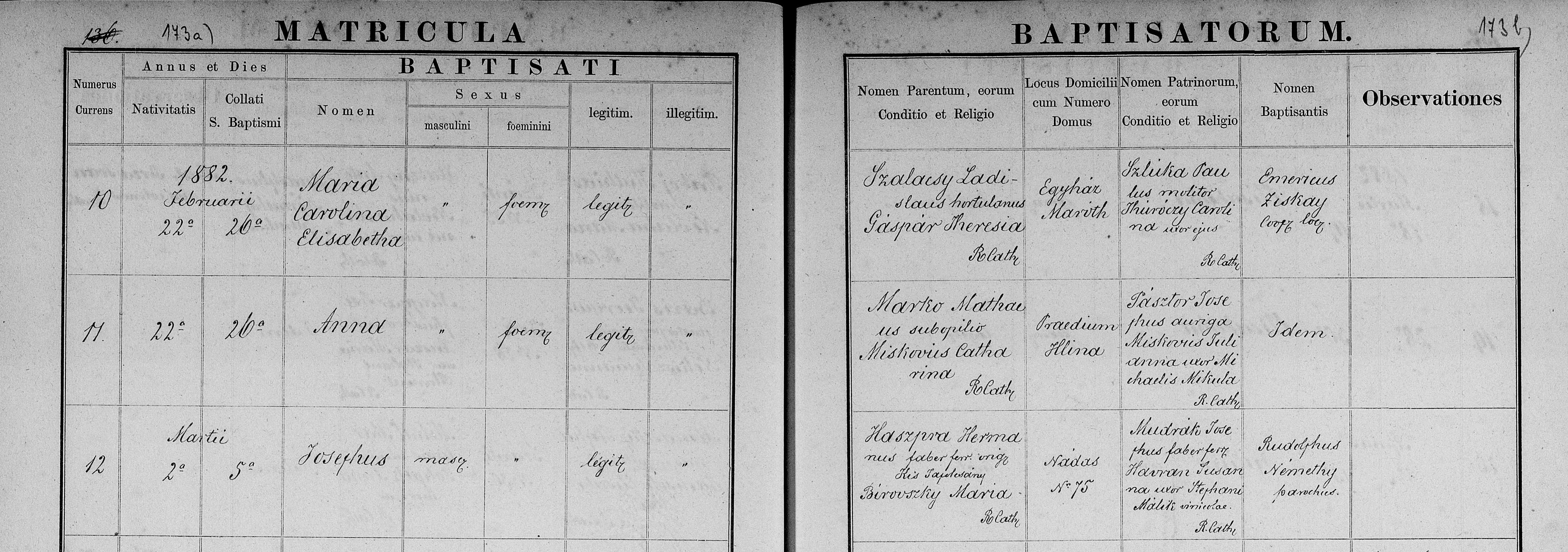
Matriční zápis o narození Josef Haszpra

Josef Haszpra (2. března 1882, Hontianské Trsťany , Slovensko – 21. listopadu 1966, Brandýs nad Labem) byl umělecký slévač, jenž vytvořil nebo pomohl vytvořit řadu sochařských děl ve střední Evropě, zejména v bývalém Československu, Jugoslávii a Rakousku.

## Životopis
Narodil se 2. března 1882 ve slovenských Nadošanech (maďarsky Hontnádas), což je vesnice nyní zvaná Hontianské Trsťany v okrese Levice. Pocházel z kovářské rodiny, v níž se řemeslo dědilo z otce na syna. Jeho otec Herman (Armín) Haszpra pocházel z Topoľčianek (maďarsky Kistapolczany), matka Marie Birovská se narodila 21. září 1845 v Trenčíně a zemřela 30. června 1930 v Budapešti.
Několik let po Josefově narození se rodina přestěhovala do Budapešti, kde musel Haszpra od útlého mládí navštěvovat maďarské školy. Vyučil se uměleckým formařem a slévačem. Pracoval nejprve v Budapešti, kde si ho jako velmi zručného všiml mistr, a zařadil jej na složité práce při formování a odlévání velkých bronzových soch. Nedlouho potom se stal předákem a odjel se skupinou, kterou vedl, do Vídně, kde pracovali u firmy Srpek a spol., opět na velkých bronzových sochách. Za nějaký čas se firma Srpek přestěhovala do Čech, do Brandýsa nad Labem, kde se zřizovala slévárna pro odlití pomníku Mistra Jana Husa v Praze na Staroměstském náměstí. Tato slévárna se stala základem pro pozdější firmu Melichar a Umrath a dnešní Brandýské strojírny a slévárny. Postupem času vznikala další díla a Josef Haszpra zaučoval nové slévače. V Brandýse nad Labem se také 25. 11. 1912 oženil s brandýskou rodačkou Růženou Homolovou.
Po dokončení prací odjel Haszpra s manželkou a roční dcerkou do norského Osla. Po půl roce je nucen vrátit se z Norska zpět do Brandýsa, neboť mezitím vypukla 1. světová válka. Haszpra musel narukovat do rakousko-uherské armády. Ve válce byl dvakrát raněn.
Po skončení války začal znovu se společníkem p. Hibalou v brandýské slévárně. Po několika letech se však rozešli, a tak Josef Haszpra nastoupil u firmy Mašek a spol. v Praze. V kritických dobách hospodářské krize, jejíž obětí se také stal, se chápal každé práce, aby mohl uživit rodinu. V té době mu pomohla šťastná náhoda, vyhledal jej totiž chorvatský sochař a architekt Ivan Meštrovič a nabídl mu spolupráci. Josef Haszpra s ním odjel do Jugoslávie tvořit bronzové sochy. Celkem tam byl dvakrát a zanechal po sobě řadu děl.
Když se poměry v Československu částečně uklidnily, otevřel si Josef Haszpra dílnu, kde zpočátku pracoval sám. Začátky byly těžké. Po několika letech se však počal postupně prosazovat a tak začala intenzivní práce na dílech známých sochařů (Myslbek, Štursa, Šaloun, Louda, Benda, Pokorný, Lidický, Kodet a další). Přicházely i nabídky ze Slovenska, od sochařů Gibaly, Trizuliaka, Štefunky a mnoha dalších. Těsně před 2.světovou válkou zhotovil na Slovensku čtyřmetrovou sochu generála Štefánika.
S příchodem Protektorátu přišel i zákaz lití z barevných kovů. Pro celou Haszprovu rodinu to byly perné chvíle. Po válce mohl Haszpra opět tvořit a v roce 1947 dostal zakázku odlít sochu T. G. Masaryka v Brandýse nad Labem, před tehdejší budovou okresního soudu. Tato socha byla v roce 1956 na příkaz místního výboru KSČ odstraněna.
V polovině 50. let vyučoval Josef Haszpra umělecké formáře a slévače v bratislavském Výzkumném ústavu pro sváření. Ještě v roce 1958 byl šestasedmdesátiletý tvůrce osloven ministerskými úředníky, aby odlil několik exponátů pro světovou výstavu v Bruselu. Sochy profesora Laudy, které v Brandýse odlil v šibeniční lhůtě a bez řádného vybavení do bronzu, slavily v Bruselu úspěch.
Josef Haszpra zemřel 21. 11. 1966 v Brandýse nad Labem, kde je též pohřben. Zanechal po sobě manželku a dvě děti.

## Dílo
Josef Haszpra vytvořil nebo pomohl vytvořit řadu sochařských děl ve středoevropských zemích, zejména v bývalém Československu, v Jugoslávii a v Rakousku. Mezi jeho nejdůležitější díla patří:
- Pomník mistra Jana Husa (1915)
- Socha T. G. Masaryka v Brandýse nad Labem (1947)
- Socha Sbratření od sochaře Pokorného v České Třebové (reprodukováno na starých padesátikorunových bankovkách)[5]
- Socha pro Světovou výstavu v Bruselu (1958) od sochaře Laudy (1958)